# Manuscrit trouvé
Le manuscrit trouvé est un topos littéraire qui voit le paratexte d'une œuvre de fiction la présenter comme un document manuscrit bien réel que l'on aurait découvert par hasard et publié tel quel. Introduit sous la plume d'un prétendu éditeur dans ce qui se donne comme un avis au lecteur, une préface ou une postface, le procédé cherche à conférer du réalisme au récit qu'il introduit ou conclut, mais il a été tellement employé qu'il agit plutôt comme une convention signalant au contraire le caractère totalement fictif des faits rapportés dans le texte qu'il mentionne. La plus ancienne utilisation connue de ce procédé est la version standard de l'épopée de Gilgamesh écrite par Sîn-leqi-unninni au XIIIe siècle av. J.-C. dont une copie a été retrouvée dans la bibliothèque d'Assurbanipal. Parmi les nombreuses œuvres ultérieures qui l'utilisent, on peut citer Don Quichotte, de Miguel de Cervantes, au XVIIe siècle, La Vie de Marianne, de Marivaux, au XVIIIe siècle, Adolphe, de Benjamin Constant, au XIXe siècle, ou encore La Nausée, de Jean-Paul Sartre, au XXe siècle.